# Мишин, Захар Степанович
Заха́р Степа́нович Ми́шин (1866 — ?) — крестьянин, депутат Государственной думы I созыва от Ставропольской губернии.

## Биография
Крестьянин села Ладовская Балка Медвеженского уезда (ныне Красногвардейский район) Ставропольской губернии. Получил домашнее образование. Волостной старшина. Попечитель местной церковно-приходской школы. Казначей при постройке двух церквей. Автор крестьянского наказа Думе.
26 марта 1906 года избран в Государственную думу I созыва от общего состава выборщиков Ставропольского губернского избирательного собрания. Беспартийный. Ряд современных региональных источников указывают, что Мишин вошёл в состав Трудовой группы, что сами трудовики не подтверждают. В своём издании «Работы Первой Государственной Думы» политическую позицию Мишина они характеризуют, как беспартийного.
Дальнейшая судьба и дата смерти неизвестны.